# Siebenpfeiffer-Preis

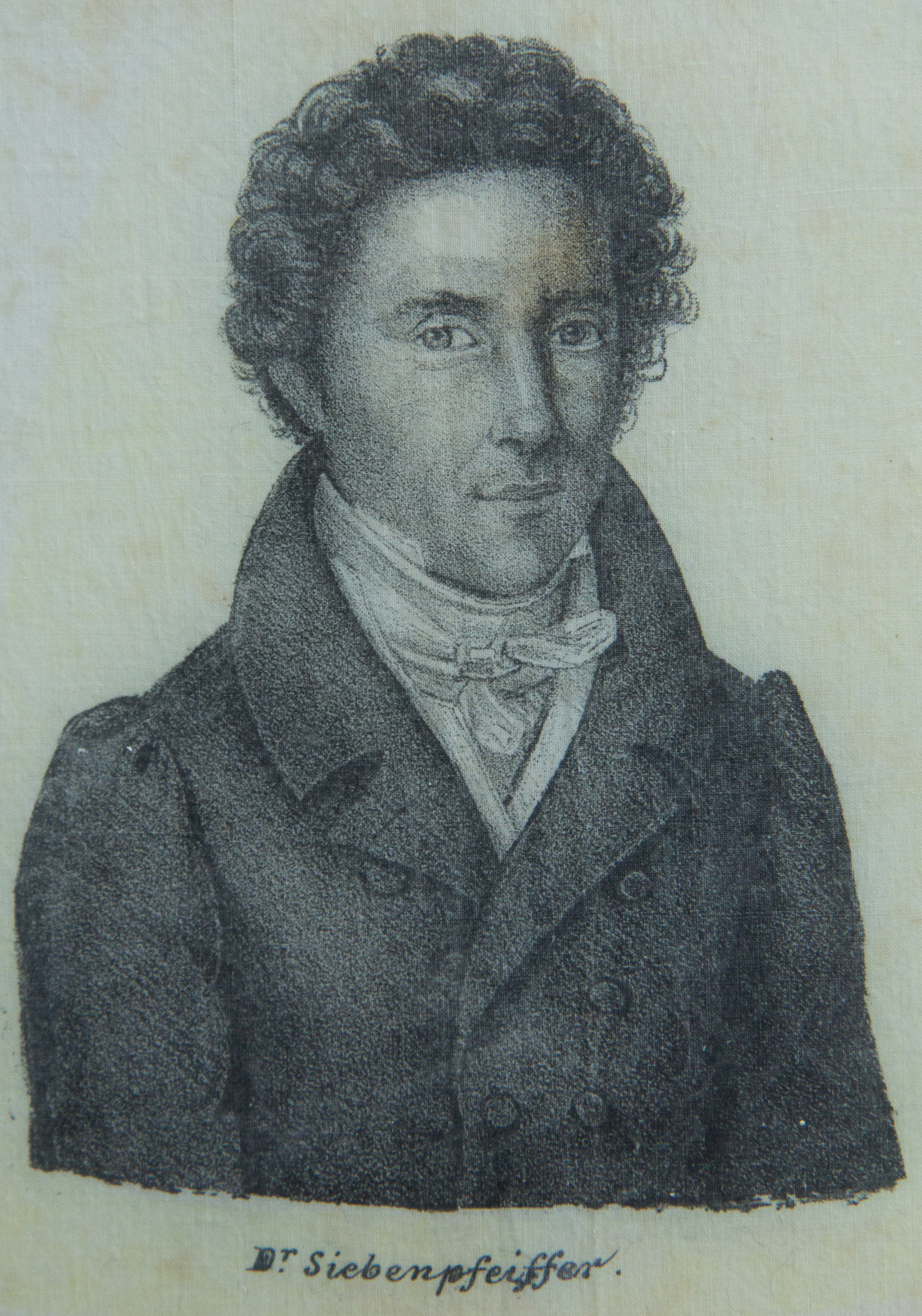
Philipp Jakob Siebenpfeiffer (Abbildung auf dem Hambacher Tuch)

Der Siebenpfeiffer-Preis ist ein Journalistenpreis im Gedenken an Philipp Jakob Siebenpfeiffer, einen der Initiatoren des Hambacher Festes. Der Preis wird von der Siebenpfeiffer-Stiftung mit Sitz in Homburg alle zwei bis drei Jahre verliehen und ist mit 10.000 Euro dotiert.

## Ziel und Verfahren
Der Siebenpfeiffer-Preis wird an Journalisten verliehen, die durch Veröffentlichungen in Presse, Rundfunk und Fernsehen das demokratische Bewusstsein in unserer Zeit fördern. Journalistisches Engagement ohne Rücksichten auf Karriere oder finanzielle Vorteile soll mit dem Preis gewürdigt werden. Siebenpfeiffers Forderung nach Pressefreiheit und sein persönliches Bekenntnis sind dabei Vorbild: 

„Die Presse muß nothwendig frei sein, denn sie ist die Stimme aller, ihr Schweigen ist der Tod der Freiheit, jede Tyrannei, welche eine Idee morden will, beginnt damit, daß sie die Presse knebelt.“

 zitierte Siebenpfeiffer den französischen Schriftsteller und Demokraten Alphonse de Lamartine.
Die Auszeichnung wurde 1987 auf Initiative des Landrats des Saarpfalz-Kreises Clemens Lindemann ins Leben gerufen. Seither wird der Preis alle zwei bis drei Jahre von der Siebenpfeiffer-Stiftung ausgeschrieben. Es kann sich jeder Journalist bewerben, wobei auch Dritte ein Vorschlagsrecht haben. Die Auszeichnung ist seit 2015 mit 10.000 Euro dotiert.
Die Preisträger werden von einer Jury unter Vorsitz des SR-Intendanten ausgewählt. Bisher hatten Manfred Buchwald, Fritz Raff und Thomas Kleist den Vorsitz inne. Die Jurymitglieder werden von den in der Stiftung vertretenen Journalistenverbänden und der Hambach-Gesellschaft für historische Forschung und politische Bildung benannt. Zudem gehören dem Gremium zwei Vertreter des saarpfälzischen Kreistags sowie ein Historiker aus dem Bereich Neuere Geschichte an.

## Siebenpfeiffer-Stiftung
Die Stiftung wurde am 5. Dezember 1988 auf Initiative des Saarpfalz-Kreises in Homburg gegründet. Weitere Stiftungsmitglieder sind die Landesverbände Saarland, Rheinland-Pfalz, Baden-Württemberg und Thüringen des Deutschen Journalistenverbandes (DJV), die Landkreise Bad Dürkheim, Kusel und Kaiserslautern, die Städte Homburg, Zweibrücken, Rastatt, Lahr und Neustadt an der Weinstraße. Die Städte sind durch ihre Oberbürgermeister, die vier DJV-Landesverbände durch ihre Vorsitzenden und die Kreise durch die Landräte im Vorstand der Stiftung vertreten.
Stiftungsziel ist es, „Menschen, die in ihrem Engagement für eine demokratische Gesellschaft nicht selten selbst persönliche Opfer und Risiken eingingen, in Erinnerung zu rufen und ihren Einsatz in unserem Bewusstsein fest zu verankern“. Dazu werden wissenschaftliche Kolloquien und Publikationen unterschiedlicher Art realisiert. Gleichermaßen sammelt die Siebenpfeiffer-Stiftung zeitgenössische Zeugnisse aus dem Vormärz und arbeitet an deren wissenschaftlicher und musealer Aufbereitung.
Verwaltet wird die Stiftung durch einen auf fünf Jahre gewählten Vorstand. Seit Juni 2015 bekleidet Theophil Gallo, Landrat des Saarpfalz-Kreises, das Amt des Vorsitzenden. Er ist Nachfolger von Clemens Lindemann, der seit der Gründung der Siebenpfeiffer-Stiftung vorsaß. Stellvertretender Vorsitzender ist seit Juni 2019 Marold Wosnitza, Oberbürgermeister von Zweibrücken.

## Preisträger
- 1987 Franz Alt; Sonderpreise Samuel Schirmbeck und Jürgen Wolff
- 1989 Marie-Luise Scherer; Sonderpreise Karin Walz und Gero Gemballa
- 1991 Siegbert Schefke und Aram Radomski
- 1994 Ralph Giordano
- 1997 Carola Stern; Sonderpreise Gabi Mönch und Thomas Leif
- 1999 Heribert Prantl; Sonderpreise Ferdos Forudastan und Michael Rothe
- 2001 Jürgen Leinemann
- 2003 Peter Scholl-Latour; Sonderpreise Hildegard Nagler und Uwe Jauß
- 2005 Heinrich Breloer und Horst Königstein
- 2007 Reporter ohne Grenzen
- 2010 Günter Wallraff[1]; Sonderpreis: Susanne Babila
- 2012 Detlef Drewes; Sonderpreis „Die Euros“[2]
- 2015 Glenn Greenwald[3]
- 2017 Can Dündar
- 2019 Anja Reschke
- 2022 Zaborona (Nachrichtenmagazin aus der Ukraine); Sonderpreise Marfa Smirnova (Russland) und Ljoubou Kaspiarovich (Belarus)
- 2024 Sophia Maier und Jan Lorenzen, Sonderpreis: Simone Wagenhaus[4]